# Нове українське слово
Нове українське слово — щоденна газета. Виходила в Києві у 1941—1943 рр. як продовження газети «Українське слово». Видавець — Київське народне видавництво.
Перший номер вийшов 14 грудня 1941 року. Зміну назви й редактора гітлерівці обґрунтували необхідністю очищення редакції від «крайніх націоналістів». Редколегія газети «Українське слово» пропагувала ідею української державності, нова ж переконувала, що лише Німеччина допоможе Україні побудувати щасливе життя. Особливу увагу газета приділяла воєнним подіям.

## Рубрики
Офіційну інформацію німецького командування подавали в рубриці «Головна Квартира Фюрера», читачів переконували у швидкій поразці СРСР. Статті про міжнародні політичні новини публікували в рубриках «В останній час», «З життя закордону», «Новини закордону», «Вісті зза кордону», «Короткі повідомлення», «По світу», «В останню годину», новини економіки — «У кілька рядків», культури — «З культурного життя закордону», «Культурна хроніка», «Культурний календар». Міжнародний блок доповнювала колонка редактора, який тенденційно висвітлював радянську систему та політику СРСР, США й Великої Британії. На сторінках газети агітували за виїзд на роботу до Німеччини, наголошували на головному обов'язку українців — сумлінно працювати, інформували про розроблення нової програми виховання чи перевиховання молоді, що ґрунтувалася на вмінні жертвувати собою та власними інтересами в ім'я вищої мети.
Рубрики «По Україні», «На звільненій землі», «На міські теми», «Що нам пишуть», «Наш екран», «З олівцем по місту», «День Києва», «По Києву» містили публікації про життя в Україні та Києві, зокрема про політичний, економічний і культурний розвиток Райхскомісаріату Україна, «Нотатки з науки і техніки», «Куток наукової розваги», «Науковий блокнот», «Новини науки і техніки», «Досягнення науки і техніки», «Наука і техніка» — про науково-пізнавальну інформацію.

## Автори
Серед авторів — О. Барвінок, М. Васильєв, С. Гіляров, О. Гордон, К. Дніпров, Л. Дудін, Н. Калюжна, Д. Київський, Ю. Коляда, П. Кравченко, П. Макарович, О. Мищенко, О. Оглоблин, Ю. Окінчиць, Г. Олександрович, Н. Полонська-Василенко, М. Приходько, М. Прокопович, Р. Садовська, М. Ситник, О. Сосуля, В. Степовий, О. Флоринський, Ю. Шелест, О. Яресько. Редактор — Кость Штепа.